# Nokturnal Mortum
«Nokturnal Mortum» — украинская блэк-метал-группа из Харькова, раннее творчество которой позиционировалось как национал-социалистический, позже Epic Heathen Metal.

## История
История начинается в Харькове 31 декабря 1991 года с создания дэт-метал-группы Suppuration, участниками которой стали Князь Varggoth, Munruthel и Xaarquath. Их первым релизом был «Ecclesiastical Blasphemy» (1992). После прихода в 1992 году вокалиста Sataroth было записано демо «Unspeakable Journey Into Subsconscious World» (1993). В апреле 1993 года к группе присоединился Wortherax (гитара), и в мае Suppuration записывают «Cosmic Flight Around Astralspher».
В 1994 году бывшие участники Suppuration вновь собрались и под именем Nocturnal Mortum записали демо «Twilightfall» (1995).

### Смена жанра и названия
После того, как группа ушла в блэк-метал, название было изменено на Nokturnal Mortum. В конце 1995 — начале 1996 года было записано демо «Lunar Poetry». Вскоре Wortherax покинул группу, и ему на смену пришли Karpath и Saturious (второй клавишник). Летом 1996 года был записан дебютный альбом «Goat Horns» (выпущен весной 1997 года). В декабре 1996 года был записан EP «Return Of The Vampire Lord», который включал в себя одну новую песню и две песни Crystaline Darkness.
В 1997 году Nokturnal Mortum записали альбом «To The Gates Of Blasphemous Fire», а также EP «Marble Moon», куда кроме всего прочего вошли украинская народная песня «Ластівка» («Через Річку, Через Гай») и «Гімн». В это же время группа подписывает контракт с The End Records (США), который предложил выгодные условия и решил издать на CD все альбомы Nokturnal Mortum. В январе 1999 года из группы ушел гитарист Karpath. С 26 февраля по 9 мая прошла запись нового альбома «Нехристь». Весной 2000 года Munruthel и Saturious покинули Nokturnal Mortum. Istukan и Khaoth были задействованы в качестве сессионных барабанщиков, однако осенью в Nokturnal Mortum вернулся Munruthel. Кроме того, в группу пришёл новый гитарист Vrolok (Runes of Dianceht). В конце 2000 года Saturious вернулся в Nokturnal Mortum.
Зима — весна 2002: Nokturnal Mortum возобновили свою концертную деятельность. Xaarquath ушёл из группы, и Vrolok перешёл на бас-гитару.
Спустя несколько лет после записи предыдущего альбома Nokturnal Mortum планируют новый, для чего был привлечен сессионный скрипач и в качестве гитариста был взят Alzeth. В декабре 2003 ушёл Munruthel, и его место занял Odalv. Новый альбом вышел в 2005 в двух версиях: англоязычная версия была издана No Colours под названием «Weltanschauung» и русско-украиноязычная «Мировоззрение» — Oriana Music.
В начале 2006 года по личным причинам уходит из группы Alzeth. Он некоторое время помогал в качестве сессионника на концертах, пока группа искала замену. В феврале 2007 года в группу приходит Astargh. В апреле 2009 года Odalv покидает группу и его место занимает Bairoth.
26 декабря 2009 года был выпущен альбом «Голос Сталі».

### Политические взгляды
После захвата Россией Крыма и начала войны на востоке страны официальный сайт группы не поддерживает русский язык.
14 июля 2014 года в харьковском клубе Жара выступали в благотворительном концерте «Східне Братерство» в поддержку украинского батальона «Азов».
25 июля 2014 года в интервью латвийскому порталу Focus Ziņas Евгений Гапон заявил о признании и уважении группой флага УПА.
14 сентября 2014 года совместно с Сокира Перуна, Кому вниз, Conquest и Limited Mutanter выступили на специальном концерте в поддержку «Добровольческого украинского корпуса» «Правого сектора».

## Состав

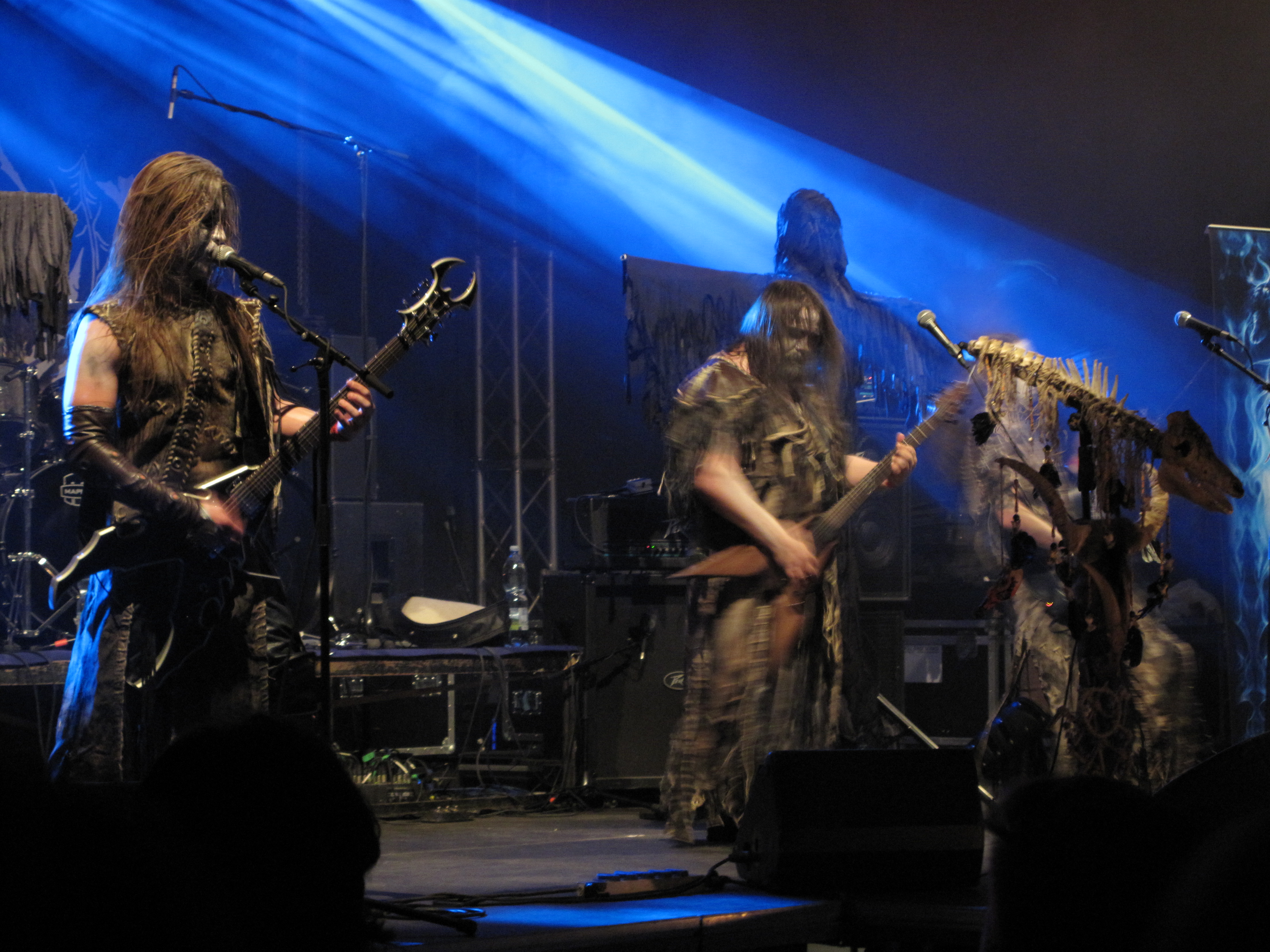
Nokturnal Mortum

### Текущий состав
- Varggoth — вокал, гитара, клавишные, народные инструменты
- Wortherax — гитара
- Surm — клавишные
- Karpath — бас-гитара, гитара (в 1996-1999 г.)
- Kubrakh — ударные (с 2020 г.)

### Бывшие участники
- Munruthel — ударные
- Xaarquath — бас-гитара
- Karpath — соло-гитара
- Alzeth — соло-гитара
- Wortherax — соло-гитара
- Sataroth — клавишные
- Saturious — клавишные, гитара, бас-гитара, народные инструменты (1996—2014)
- Odalv — ударные
- Vrolok — бас-гитара
- Jurgis — гитара
- Astargh — соло-гитара

## Дискография
Демо
- Twilightfall (1995)
- Black Clouds Over Slavonic Lands (1995)
- Lunar Poetry (1996)

Полноформатные альбомы
- Goat Horns (1997)
- To The Gates of Blasphemous Fire (1998)
- Нехристь (1999)
- Мировоззрение (2004)
- Weltanschauung [английская версия альбома Мировоззрение] (2005)
- Голос сталі (2009)
- Істина (2017)
- До лунарної поезії (2022)

Мини-альбомы
- Return of the Vampire Lord (1997)
- Marble Moon (1997)
- The Taste of Victory (2003)
- Orathania — Коляда (2017)

Сплиты
- Path of The Wolf / Return of the Vampire Lord [с Lucifugum] (1997)
- Eastern Hammer [с группами Graveland, North и Темнозорь] (2007)
- The Spirit Never Dies [с Graveland] (2016)

Сборники
- Return of The Vampire Lord / Marble Moon (2001)
- Eleven Years Among The Sheep (2004)
- 22 Years Among The Sheep (2016)

Концертные альбомы
- Live in Katowice [CD + DVD] (2009)
- Kolovorot [CD + DVD] (2011)
- Оберіг - Live At Ragnard Reborn Fest (2024)